# Gallodromo

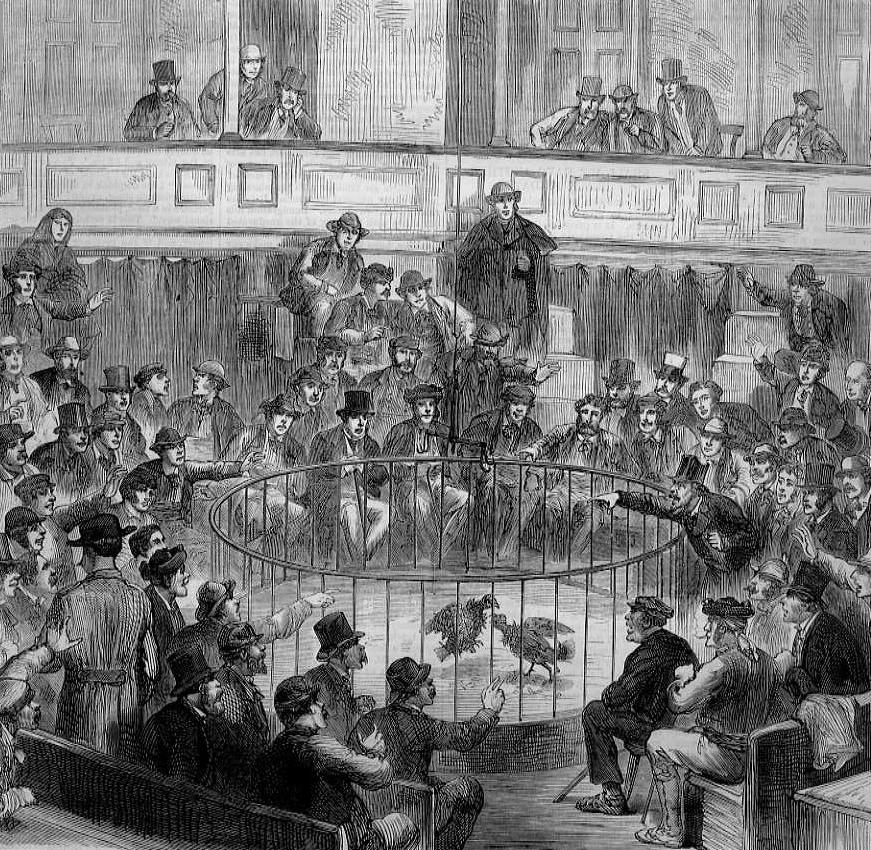
Un gallodromo in un'incisione del XIX secolo

Un gallodromo è un edificio, generalmente semisferico, nel quale sono organizzati combattimenti di galli.

## Diffusione

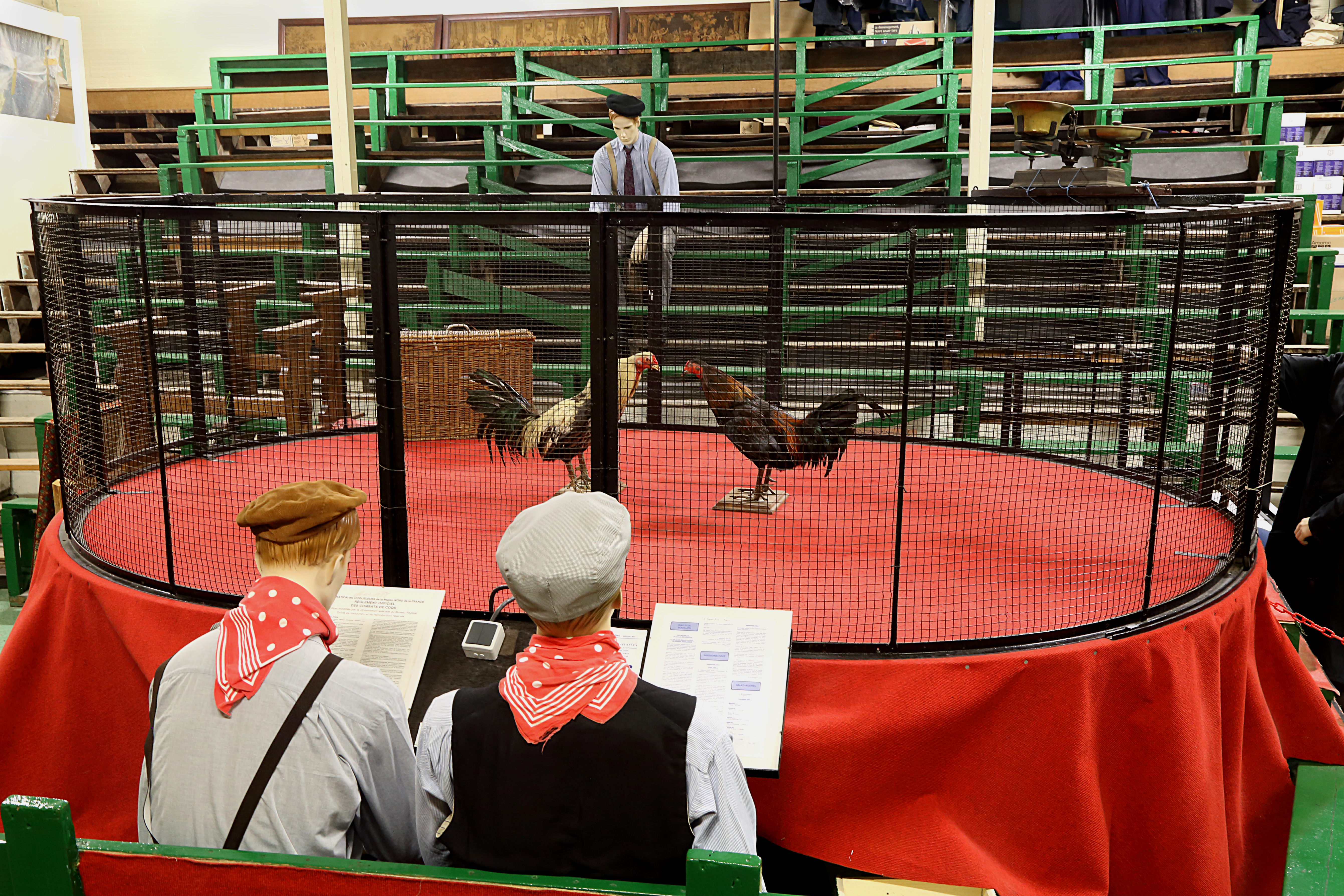
Il gallodromo di Neuville-en-Ferrain, in attività fino al 2011 e oggi trasformato in museo

### Francia
In Francia operano ancora diversi gallodromi: nell'isola della Riunione ce ne sono cinque ufficialmente tollerati e numerosi illegali; altri se ne possono trovare in Martinica e Guadalupa, dove sono localmente noti come pitt à coq. Nella Francia metropolitana, l'Alta Francia è l'unica regione che vede la presenza di gallodromi e in cui il combattimento è legale (anche se dibattuto). È presente persino una locale razza di gallo da combattimento, il Combattant du Nord.
La presenza dei gallodromi nel Paese europeo è da tempo contestata: «Nel 2015 c’è stata una sentenza del Consiglio costituzionale che impedisce l’apertura di nuovi gallodromi. Al massimo altri cinque-sei anni e i combattimenti spariranno» (la Repubblica).  Tuttavia il codice penale francese prevede un'eccezione alla punibilità dei maltrattamenti di animali proprio per la tauromachia e il combattimento di galli, ove siano pratiche tradizionali mai interrotte. Così, se la costruzione di nuovi gallodromi è proibita, quelli esistenti sono tollerati.

### Resto del mondo
Oltre che in Francia esistono tuttora gallodromi anche in varie altre parti del mondo, ad esempio in America Latina (dove sono noti come circos gallísticos o circos de gallos) o nelle Filippine.

## Alcuni gallodromi storici

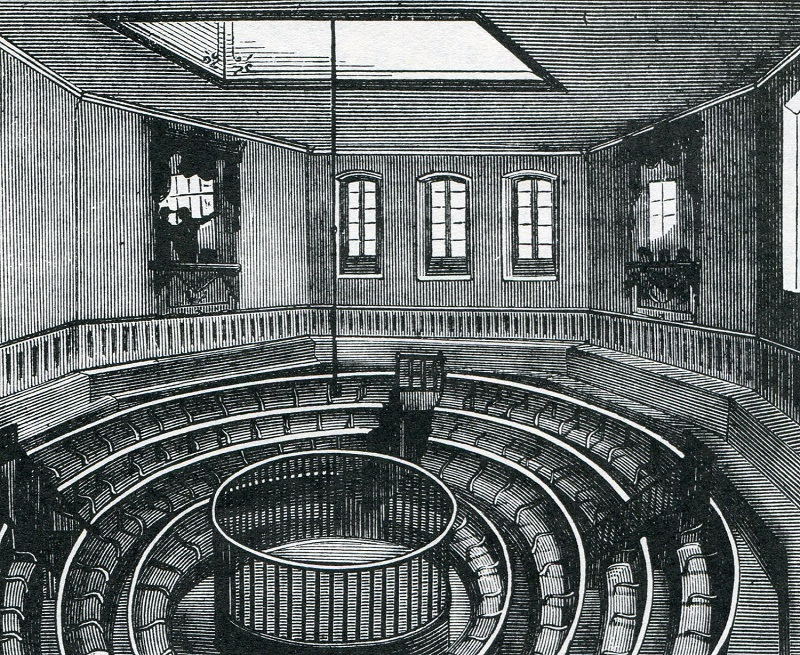
Circo gallístico de Teresa de Córdoba

A Cardiff presso il St Fagans National History Museum è presente una ricostruzione del Denbigh Cockpit, uno storico gallodromo originariamente situato in Hawk and Buckle Inn a Denbigh, presumibilmente risalente al tardo XVII secolo.
A Madrid fu celebre il Circo gallístico de Teresa de Córdoba; di proprietà di Teresa de Córdoba, era ospitato in un palazzetto che si affacciava su Calle Fernando el Santo. Se ne conserva una incisione inserita dal cronista Ángel Fernández de los Ríos nella sua Guida di Madrid (Guía de Madrid) del 1876.

## Nella letteratura e nei media

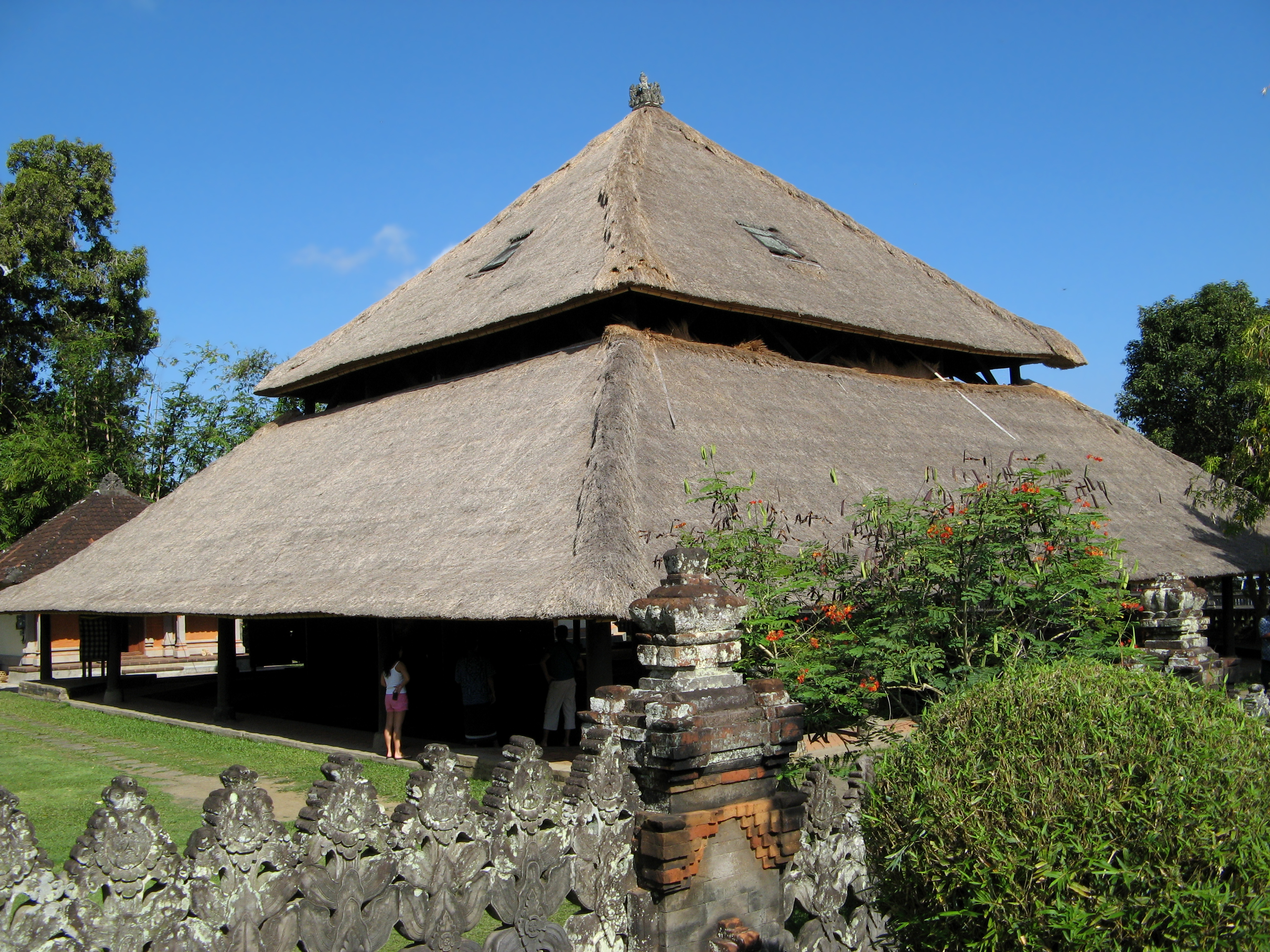
Gallodromo in Indonesia

Nel 1988 è stato presentato in occasione del Torino Film Festival Gallodrome, un corto di 12 minuti del regista tedesco Romuald Karmakar.